# U-926
| U-926 | U-926 | U-926 |
| --- | --- | --- |
| U 926 | | |
| | | |
| Норвезький підводний човен HNoMS Kya (S307), колишній німецький U-926. 1955                                  | | |
| Верф | Neptun Werft, Росток | Neptun Werft, Росток |
| Під прапором                                                                                                 | Третій Рейх Норвегія | Третій Рейх Норвегія |
| Належність                                                                                                   | Крігсмаріне · Військово-морські сили Норвегії | Крігсмаріне · Військово-морські сили Норвегії |
| Порт приписки                                                                                                | Штеттін, Берген | Штеттін, Берген |
| Замовлення                                                                                                   | 25 серпня 1941 | 25 серпня 1941 |
| Закладений                                                                                                   | 1 липня 1942 | 1 липня 1942 |
| Спуск на воду                                                                                                | 28 грудня 1943 | 28 грудня 1943 |
| Введений до складу флоту                                                                                     | 29 лютого 1944 | 29 лютого 1944 |
| На службі | 1944—1945 1949—1962 | 1944—1945 1949—1962 |
| Сучасний статус                                                                                              | 9 травня 1945 року капітулював союзникам у Бергені. 1949 році надійшов на озброєння Королівського флоту Норвегії, як Кай. 1962 року списаний на брухт | 9 травня 1945 року капітулював союзникам у Бергені. 1949 році надійшов на озброєння Королівського флоту Норвегії, як Кай. 1962 року списаний на брухт |
| Бойовий досвід                                                                                               | Друга світова війна Кампанія в Арктиці | Друга світова війна Кампанія в Арктиці |
| Проєкт | | |
| Тип ПЧ | середній торпедний ДПЧ | середній торпедний ДПЧ |
| Вартість | 4 714 000 ℛℳ | 4 714 000 ℛℳ |
| Основні характеристики                                                                                       | | |
| Швидкість (надводна)                                                                                         | 17,9 вузла | 17,9 вузла |
| Швидкість (підводна)                                                                                         | 8 вузлів | 8 вузлів |
| Робоча глибина занурення                                                                                     | 100 м | 100 м |
| Гранична глибина занурення                                                                                   | 220 м | 220 м |
| Автономність плавання                                                                                        | 135—174 км на швидкості 4 вузла (в підводному положенні) 11 470 км на швидкості 10 вузлів (у надводному положенні)                                    | 135—174 км на швидкості 4 вузла (в підводному положенні) 11 470 км на швидкості 10 вузлів (у надводному положенні)                                    |
| Екіпаж | 44—60 осіб | 44—60 осіб |
| Розміри | | |
| Довжина найбільша (по КВЛ)                                                                                   | 67,1 м | 67,1 м |
| Ширина корпусу найб.                                                                                         | 6,2 м | 6,2 м |
| Висота | 9,6 м | 9,6 м |
| Середня осадка (по КВЛ)                                                                                      | 4,74 м | 4,74 м |
| Водотоннажність надводна                                                                                     | 769 т | 769 т |
| Силова установка                                                                                             | | |
| дизель-електрична; 2 дизельних двигуни MAN M 6 V 40/46, 2 електродвигуни Siemens-Schuckert-Werke GU 343/38-8 | | |
| Гвинти | 2 | 2 |
| Потужність                                                                                                   | 2800—3200 к.с. (дизелі) 750 к.с. (електродвигуни) | 2800—3200 к.с. (дизелі) 750 к.с. (електродвигуни) |
| Озброєння | | |
| Артилерія | 1 × 88-мм палубна гармата SK C/35 | 1 × 88-мм палубна гармата SK C/35 |
| Торпедно- мінне озброєння                                                                                    | 4 носових і один кормовий ТА 14 торпед або 26 мін TMA                                                                                                 | 4 носових і один кормовий ТА 14 торпед або 26 мін TMA                                                                                                 |
| ППО | 1 × 37-мм зенітна гармата Flak M42 2 × 20-мм зенітні гармати FlaK 30                                                                                  | 1 × 37-мм зенітна гармата Flak M42 2 × 20-мм зенітні гармати FlaK 30                                                                                  |

U-926 — німецький середній підводний човен типу VIIC, що входив до складу Військово-морських сил Третього Рейху за часів Другої світової війни. Закладений 1 липня 1942 року на верфі № 513 компанії Neptun Werft у Ростоці. 28 грудня 1943 року спущений на воду. 29 лютого 1944 року корабель увійшов до складу 4-ї навчальної флотилії ПЧ ВМС нацистської Німеччини.

## Історія
U-926 належав до німецьких підводних човнів типу VIIC, найчисельнішого типу субмарин Третього Рейху, яких було випущено 703 одиниці. Службу розпочав у складі 4-ї навчальної флотилії ПЧ, з 1 серпня 1944 року переведений до бойового складу 11-ої флотилії підводних човнів. Не здійснив жодного бойового походу.
9 травня 1945 року капітулював союзникам у Бергені. Пізніше корабель визнали непридатним для плавання, тому не передали у Велику Британію для утилізації. Норвезький уряд організував ремонт та відновлення човна. 10 січня 1949 року U-926 прийняли на озброєння Королівського ВМФ Норвегії під назвою «Кай», де він служив до 1962 року.

## Командири
- оберлейтенант-цур-зее Ебергард фон Венден (29 лютого — 31 липня 1944);
- оберлейтенант-цур-зее резерву Вернер Рост (нім. Werner Roost) (1 серпня 1944 — 4 лютого 1945);
- оберлейтенант-цур-зее Гельмут Ререн (нім. Hellmut Rehren) (5 лютого — 9 травня 1945).